# Poljoprivreda u Gruziji
Poljoprivreda u Gruziji je zbog povoljne klime i kvalitetnoga tla jedan od najučinkovitijih gospodarskih sektora u zemlji.
Oko 18 posto zemlje u Gruziji se obrađuje, a 1990. godine, poljoprivreda je doprinijela s 32 posto BDP-u zemlje, što se smanjilo na 9,1 posto 2015. godine.  U sovjetskom razdoblju, isušena su močvarna područja na zapadu, a u sušnim područjima na istoku uspostavljen je složeni sustav navodnjavanja, čime se gruzijska poljoprivreda dodatno razvijala. Proizvodnja je rasla deseterostruko između 1918. i 1980. godine. Proizvodnja je bila ometana u sovjetskom razdoblju, preusmjeravanjem na uzgoj čaja i prekomjernom specijalizacijom.
Naglasak na radno intenzivnim usjevima poput čaja i grožđa zadržao je ruralnu radnu snagu na nezadovoljavajućoj razini produktivnosti. Oko 25 posto gruzijske radne snage bavilo se poljoprivredom 1990. godine, a 37 posto 1970. godine. U proljeće 1993. sjetva proljetnih usjeva smanjena je na četvrtinu na državnim zemljištima i u znatnom iznosu na privatnom zemljištu zbog nestašice goriva i opreme. U prvoj polovici 1993. ukupna poljoprivredna proizvodnja bila je 35 posto manja nego u istom razdoblju 1992. godine.
Od 2011. godine posijano je 281,000 hektara poljoprivrednih površina, što predstavlja 35% obradivog zemljišta. U Gruziji ima 1,823.000 komada stoke. 